# Cildo Meireles
Cildo Meireles (Rio de Janeiro, 9 febbraio 1948) è uno scultore e artista brasiliano, autore di installazioni di arte contemporanea.

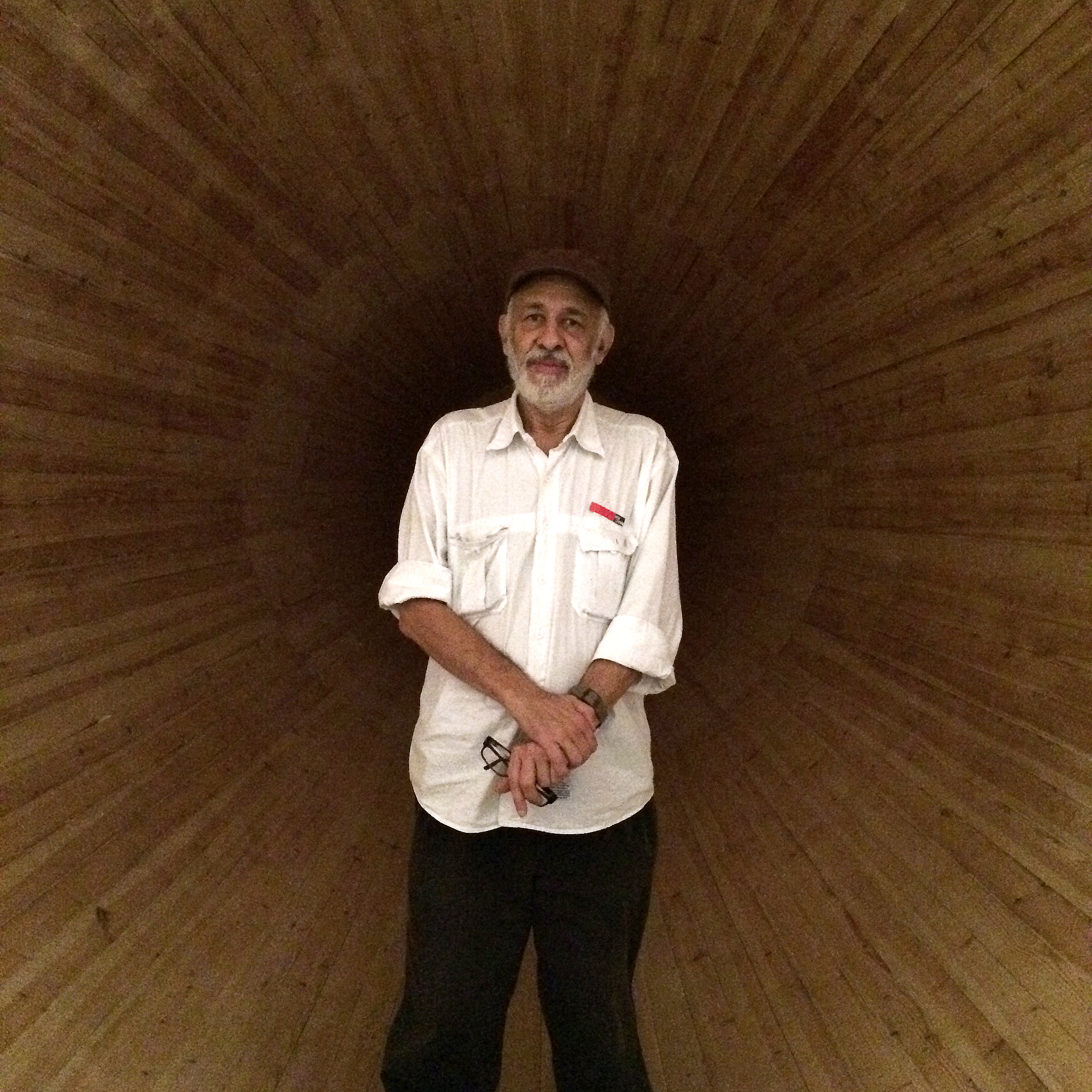
Cildo Meireles

Una retrospettiva del suo lavoro, organizzato da Dan Cameron e Gerardo Mosquera è stata presentata al New York Museum of Modern Art nel 2000 e sono state esposte anche alla galleria Tate Modern di Londra, al Museu de Arte Moderna di Rio de Janeiro e al Museu de Arte Moderna di San Paolo. Parallelamente alla mostra, è stato pubblicato da Phaidon Press un libro intitolato Cildo Meireles (1999).
La prima mostra in Italia dedicata all'artista curata da Vicente Todolí, è  una selezione retrospettiva che comprende grandi installazioni prodotte dal 1970 a oggi e si tiene nello spazio Pirelli HangarBicocca dal 27 marzo al 13 luglio 2014.